# آنتونیا برد
آنتونیا برد (انگلیسی: Antonia Bird؛ ۲۷ مه ۱۹۵۱ – ۲۴ اکتبر ۲۰۱۳) کارگردان سینما و تلویزیون اهل انگلستان بود. وی کارگردان فیلم‌هایی همچون کشیش و صورت بوده است.